# Mother's Day (2010)
Mother's Day is een Amerikaanse psychologische horrorfilm uit 2010, geregisseerd door Darren Lynn Bousman. De film is losjes gebaseerd op de gelijknamige film uit 1980 van Charles Kaufman.

## Verhaal
Nadat een bankoverval is misgelopen, vluchten drie broers voor de wet in de hoop dat hun moeder (Rebecca De Mornay) hen kan helpen. Kleine broer Johnny (Matt O'Leary) is in de rug gestoken en is er met al het geld vandoor gegaan. Maar als ze thuiskomen, ontdekken de broers dat het niet langer van hen is en dat hun moeder het maanden geleden op een veiling is kwijtgeraakt omdat ze de hypotheek niet kon betalen. De nieuwe eigenaren, Beth en Daniel Sohapi (Jaime King en Frank Grillo) en hun gasten, kwamen bijeen voor een slecht getimed verjaardagsfeestje en merkten dat ze onwetend werden gegijzeld door de broers en zussen. Kort nadat de moeder arriveert, samen met zuster Lydia (Deborah Ann Woll), wordt al snel duidelijk dat de moeder er alles aan zal doen om haar kinderen te beschermen. Op een angstaanjagende nacht neemt ze de situatie onder controle.

## Rolverdeling
| Acteur            | Personage                |
| ----------------- | ------------------------ |
| Rebecca De Mornay | Natalie "Mother" Koffin  |
| Jaime King        | Beth Sohapi              |
| Patrick Flueger   | Izaak "Ike" Koffin       |
| Warren Kole       | Addley Koffin            |
| Deborah Ann Woll  | Lydia Koffin             |
| Briana Evigan     | Annette Langston         |
| Shawn Ashmore     | George Barnum            |
| Frank Grillo      | Daniel Sohapi            |
| Matt O'Leary      | Jonathan "Johnny" Koffin |
| Kandyse McClure   | Gina Jackson             |
| J. LaRose         | Terry                    |
| Alexa Vega        | Jenna Luther             |
| A.J. Cook         | Vicky Rice               |
| Andrew Bryniarski | Quincy                   |

## Soundtrack
Mother's Day bevat zowel de originele filmmuziek gecomponeerd door Bobby Johnston en uitgebracht op 1 mei 2012 door Lakeshore Records als negen liedjes die in de film worden afgespeeld, voornamelijk op het housewarming-verjaardagsfeestje voor Daniel. Deze nummers zijn als volgt:
- "The Mountain" - Heartless Bastards
- "Follow Me Now" - Gleedsville
- "Let Me Know (I Have a Right)" - Gloria Gaynor
- "Animal" - Neon Trees
- "Barrel of Donkeys" - Killola
- "Do-Wacka-Do" - Roger Miller
- "Dead Girls Don't Say No" - Kung Fu Vampire
- "Gloom Uprising" - Don Cavalli
- "Better Than Yesterday" - Briana Evigan (speelt tijdens de aftiteling)

## Release
De film ging in première op 23 september 2010 op het Fantastic Fest in Austin (Texas).

## Ontvangst
De film werd redelijk tot matig ontvangen door de filmpers. Op Rotten Tomatoes heeft Mother's Day een waarde van 42% en een gemiddelde score van 4,80/10, gebaseerd op 45 recensies. Op Metacritic heeft de film een gemiddelde score van 34/100, gebaseerd op 8 recensies.